# Pen & Pixel
Pen & Pixel ist eine Grafikdesignfirma aus Houston, Texas. Berühmt und berüchtigt wurde sie dadurch, dass sie die Cover zahlreicher Hip-Hop-Alben gestaltete, und so die Optik des Hip-Hops der 1990er mitbestimmten. Das Unternehmen ist eng mit dem verbreiteten Aufkommen der Bling-Bling-Ästhetik verbunden. Das Billboard-Magazin bezeichnete 2000 Pen & Pixel zusammen mit DJ Screw als die beiden Leuchttürme der Houstoner-Hip-Hop-Szene. Andere Unternehmen, die ähnlichen Einfluss auf die Hip-Hop-Ästhetik nahmen, waren Phunky Phat Graphics und Street Level Graphics.

## Geschichte
Direktor des 1992 gegründeten Unternehmens sind Aaron Brauch und Shawn Brauch, der vorher Art-Director für das Raplabel Rap-A-Lot war. Pen & Pixel ist insbesondere für Künstler des Dirty South aktiv, zu frühen Kunden gehörten Master P und Tony Draper, später kamen beispielsweise Lyle Lovett, Selena, Dr. Dre, Three 6 Mafia. Es war offizielles Designstudio von No Limit Records und gestaltete zudem fast alle Veröffentlichungen von Cash Money, Hypnotize Minds und Suave House. Insgesamt designte Pen & Pixel mehrere tausend CD-Cover, zusammen mit den zahlreichen Imitatoren des Stils dominierte der von Pen & Pixel kreierte Stil die Hip-Hop-Magazine der späten 1990er.
Pen & Pixel waren eine der ersten Firmen im Hip Hop, die konsequent Photoshop einsetzten, und dabei alle Möglichkeiten nutzten, die das Programm bot. Das Spin-Magazin beschrieb den Pen&Pixel-Stil 1997 als computergenerierte Bilder jenseits von Gut und Böse, die sich unter anderem durch die große Zahl verschiedener Motive von ähnlichen Firmen abhob. Für den Rolling Stone war das Albumcover für Snoop Doggs Album Da Game Is to Be Sold der Idealtyp eines massenproduzierten Ghetto-object d'art. Durch die Ausrichtung auf vergleichsweise günstige Computergrafiken nimmt Pen & Pixel besonders für Independent-Firmen eine wichtige Rolle ein.
Das Vibe-Magazin nahm 2005 ein Juvenile-Cover von Pen & Pixel in die Liste von 10 unvergesslichen CD-Covern auf. Insbesondere das im Himmel schwebende Gesicht des Künstlers beeinflusste zahlreiche Cover, die danach kamen. Spin nennt als Beispiele einen Lowrider, der auf den Grund eines Sees gesetzt wurde, Rapper neben der Sphinx in Versace-Kleidung neben einem Zuhälter in G-String-Tanga, oder zwei Rapper, die auf dem Mond Domino spielen. Im Sommer 2001 gestaltete Pen & Pixel eine Cover der Houstoner Rap-Gruppe Inner City Hustlers mit einem Bild des explodierenden World Trade Centers. Nach den Anschlägen vom 11. September brachte ihnen dies den Besuch des FBIs und die Rücknahme aller Cover ein.
Dem Spin-Magazin nannte das Unternehmen auch seine Grenzen, Ideen die ihnen vorgeschlagen wurden, die sie aber nicht umsetzten, waren eine Schwangere mit Gewehr, rassistische Gewalt, ein Jeep der aus dem Schritt einer Frau fällt, oder gekreuzigte Figuren. Während sie auch keine explodierten Autos von Konkurrenzrappern des Künstlers zeigen wollten, haben ihnen zwei Rapper erfolgreich dieses Motiv untergejubelt. Während Pen & Pixel damit begann, CD-Cover herzustellen, dehnten sie das Programm auf das gesamte Umfeld der Produktion aus: von der Herstellung der eigentlichen CDs, über die Produktion von Werbeflyern, Videos und des Merchandises.